# 屋鋪琥三郎
屋鋪 琥三郎（やしき こさぶろう、2010年8月29日 - ）は、日本の俳優。B-プロ所属。
身長140cm。体重30kg。
特技は書道、英語、ヒップホップ、手品、テコンドー、料理、手芸、ジャグリング。

## 出演作品

### 映画
- がんばれいわ!!ロボコン ウララ〜!恋する汁なしタンタンメン!!の巻（2020年、東映） - 伊東ヒロシ

### テレビ
- しまじろうのわお! NO!NO!ぱなし（テレビ東京）

### CM
- ヤマハ発動機
  - ショートムービー
  - ヤマハバイク
- ベネッセコーポレーション 「チャレンジ1ねんせい」

### 舞台
- 児童劇団「大きな夢」
  - 桃太郎!（2019年）
  - ピエロ人形の詩 - 子犬
  - ロビンソン・ロビンソン（2021年）
  - ミュージカル 「小さな貴婦人」（2022年）

### VP
- 茨城県 PV
- 東京都消費者生活総合センター 教材DVD
- ONE PIECE連載1000話突破!記念PV

### WEB
- CoCoNet PiTaPaカード Webドラマ「ハーティストストーリー」第二話 - 優翔